# Super Slimey
Super Slimey (stilizzato come SUPER SLIMEY) è un mixtape commerciale collaborativo dei rapper statunitensi Young Thug e Future, pubblicato nel 2017 da 300 Entertainment, Atlantic Records, Epic Records, Freelandz e YSL.
Malgrado le recensioni miste da parte della critica specializzata, Super Slimey ha ottenuto un grande riscontro a livello commerciale, vendendo 15 000 copie fisiche e 75.000 unità equivalenti agli album.
| Recensione | Giudizio |
| ---------- | -------- |
| HipHopDX   | [ 2 ]    |
| Exclaim!   | [ 2 ]    |
| Pitchfork  | [ 2 ]    |

## Tracce
1. No Cap – 2:24 (testo: Nayvadius Wilburn, Jeffery Williams, Joshua Luellen – musica: Southside, Max Lord (co-prod.))
2. Three – 2:39 (testo: Wilburn, Williams, Luellen, Dwan Avery – musica: Southside, DY)
3. All da Smoke – 3:24 (testo: Wilburn, Williams, Tony Son – musica: Richie Souf, Daniel East (co-prod.))
4. 200 – 2:26 (testo: Wilburn/Williams, Jeffrey LaCroix, Wesley Glass – musica: Tre Pounds, Wheezy)
5. Cruise Ship (eseguita solo da Young Thug) – 2:46 (testo: Williams, Tariq Sharieff, Nick Emory – musica: BLSSD, Chef)
6. Patek Water (featuring Offset) – 3:09 (testo: Wilburn, Williams, Luellen, Avery, Masamune Kudo, Kiari Cephus – musica: Southside, DY, Rex Kudo)
7. Feed Me Dope (eseguita solo da Future) – 2:46 (testo: Wilburn, Willie Byrd – musica: Will-A-Fool)
8. Drip on Me – 3:19 (testo: Wilburn, Williams, Glass – musica: Wheezy)
9. Real Love – 4:02 (testo: Wilburn, Williams, Eduardo Earle – musica: Fuse, Javar Rockamore (co-prod.), Stonii Romo (co-prod.), Bobby Keyz (co-prod.))
10. 4 da Gang (eseguita solo da Future) – 3:07 (testo: Wilburn, Earle – musica: Fuse, Javar Rockamore (co-prod.), Stonii Romo (co-prod.), Bobby Keyz (co-prod.))
11. Killed Before (eseguita solo da Young Thug) – 3:40 (testo: Williams, London Holmes – musica: London on da Track)
12. Mink Flow – 2:58 (testo: Wilburn, Williams, Michael Williams II – musica: Mike Will Made It, Pluss (co-prod.))
13. Group Home – 4:02 (testo: Wilburn, Williams, Earle, Bryan Simmons – musica: Fuse, TM88, Stonii Romo (co-prod.), Bobby Keyz (co-prod.))

## Classifiche

### Classifiche settimanali
| Classifica (2017)         | Posizione massima |
| ------------------------- | ----------------- |
| Australia                 | 35                |
| Belgio (Fiandre)          | 59                |
| Belgio (Vallonia)         | 81                |
| Canada                    | 5                 |
| Danimarca                 | 35                |
| Francia                   | 170               |
| Germania                  | 69                |
| Norvegia                  | 15                |
| Nuova Zelanda             | 32                |
| Paesi Bassi               | 20                |
| Regno Unito               | 71                |
| Stati Uniti               | 2                 |
| US Digital Albums         | 3                 |
| US Top Rap Albums         | 1                 |
| US Top R&B/Hip-Hop Albums | 1                 |
| Svezia                    | 28                |

### Classifiche di fine anno
| Classifica (2017)         | Posizione massima |
| ------------------------- | ----------------- |
| US Top R&B/Hip-Hop Albums | 75                |